# Сайкс, Фил
Филип Дэвид (Фил) Сайкс (англ. Philip David (Phil) Sykes; род. 24 июля 1970, Такома, Вашингтон) — американский хоккеист на траве, полевой игрок. Участник летних Олимпийских игр 1996 года, бронзовый призёр Панамериканских игр 1995 года.

## Биография
Фил Сайкс родился 24 июля 1970 года в американском городе Такома.
Первоначально профессионально занимался теннисом, был первым номером в колледже Шабо. Техасский панамериканский университет предлагал Сайксу стипендию, чтобы выступал за вуз, однако он предпочёл Калифорнийский университет, где получил диплом по кинезиологии.
Играл в хоккей на траве за «Фресно Стейт Буллдогз». По окончании обучения в колледже стал выступать за сборную США.
В 1995 году завоевал бронзовую медаль хоккейного турнира Панамериканских игр в Мар-дель-Плате.
В 1996 году вошёл в состав сборной США по хоккею на траве на летних Олимпийских играх в Атланте, занявшей 12-е место. Играл в поле, провёл 7 матчей, мячей не забивал.
По окончании игровой карьеры стал тренером. Был ассистентом главного тренера в Таусонском университете. В 2003 году исполнял обязанности главного тренера в Корнеллском университете. Затем до 2018 года был главным тренером в университете Олбани. Трижды становился лучшим тренером года в восточноамериканской конференции (2008—2009, 2014).